# Loro – Die Verführten
Loro – Die Verführten (Originaltitel Loro, italienisch für „sie“ [Pl.]) ist eine Filmbiografie von Paolo Sorrentino. Im Film widmet sich der Regisseur dem ehemaligen italienischen Ministerpräsidenten Silvio Berlusconi und seinem Führungszirkel.

## Handlung
Sergio Morra ist ein junger Geschäftsmann aus der Hafenstadt Taranto, welcher lokale Politiker besticht und Lizenzen außerhalb der normalen Verfahren erhält. Er hat eine Beziehung mit Tamara, einer verantwortungslosen jungen Mutter, die Sergio bei seinen Verhandlungen hilft. Die beiden beschließen nach Rom zu gehen, da Sergio der Macht nahe kommen und Silvio Berlusconi erreichen will.

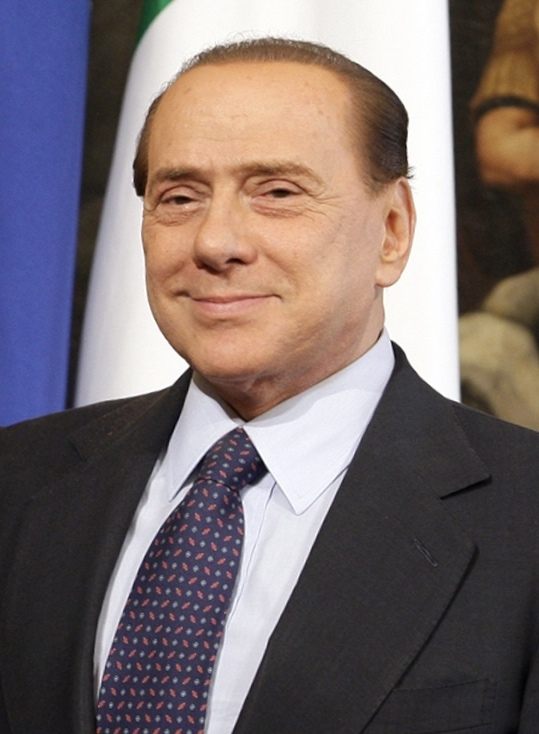
Silvio Berlusconi (2010)

In Rom trifft er auf die mysteriöse Kira, die wegen ihrer direkten Beziehung zu Berlusconi als Bienenkönigin bezeichnet wird. Tamara lernt währenddessen den ehemaligen Minister Santino Recchia kennen. Sie flirtet mit dem Politiker, um Sergio bei der Kontaktaufnahme mit Berlusconi zu helfen. Recchia will Berlusconi als Führer der Mitte-Rechts-Koalition ablösen und fragt die Abgeordnete Cupa Caiafa, ob sie ihn bei der Herausforderung des Parteisekretariats unterstützen werde.
Es gelingt Sergio, viele junge Eskortdamen zu sammeln. Er mietet eine imposante Villa auf Sardinien, die an Berlusconis Sommerresidenz grenzt, um von ihm wahrgenommen zu werden. Berlusconi hat in Zwischenzeit größere Probleme: Seine Frau Veronica ist ihm gegenüber sehr kaltblütig geworden. Silvios Affären über all die Jahre und seine mehrmalige Untreue, versetzen Veronica in große Lustlosigkeit und Wut auf ihren Mann. Dieser versucht mit Diamanten, Witzen oder Liedern des vertrauten Mariano Apicella, seine Gattin wieder aufzumuntern. Doch all dies gelingt ihm nicht.
Das andere Problem ist, dass seine Partei Forza Italia nicht mehr in der Regierung und Berlusconi ohne Regierungsämter geblieben ist. Außerdem werden seine Familienunternehmen nun von seinen Kindern geleitet, sodass Silvio im Moment nichts zu tun hat. Eines Tages kommt Recchia zu Berlusconi und bittet um Hilfe, da Tamara ihn erpresst und mehr Geld für Sergio verlangt, sonst verrät sie, dass Recchia seine Frau betrügt. Silvio zeigt sich zunächst willig, enthüllt dann aber, dass er von Recchias Plan, ihn abzulösen, gewusst hatte. Berlusconi erzählt Veronica dann, dass er sich wieder politisch engagiert, aber tatsächlich mit Noemi Letizia, einem jungen und hemmungslosen Mädchen, an einem Modeevent in Rom teilnimmt.
Zurück auf Sardinien schlägt Veronica, während eines Gesprächs auf seiner Yacht, vor, Mike Bongiorno aus dem Fernsehen zurückzunehmen. Dann sieht Berlusconi Morras Boot mit vielen nackten Frauen. Als seine Frau dies bemerkt, beschließt Silvio, trotz wenig Interesse, mit ihr auf seinem Wasserfahrzeug herumzufahren. Doch nach einem plötzlichen Sturm, müssen beide in die Villa zurückkehren. Dort angekommen, fragt Veronica Silvio, ob er sich noch an das Lied erinnert, das am Tag ihrer Hochzeit gespielt wurde. Nachdem Berlusconi so getan hat, als würde er sich nicht an das Lied erinnern, demonstriert Silvio seine Zuneigung zu Veronica, indem  Fabio Concato, den Berlusconi vorher beauftragt hatte, für die beiden Una domenica bestiale singt. Dieses Lied wurde gespielt, als Silvio und Veronica heirateten.

## Produktion
Regie führt der Oscarpreisträger Paolo Sorrentino. Im Film widmet sich der Regisseur dem ehemaligen italienischen Ministerpräsidenten Silvio Berlusconi und seinem Führungszirkel.
Toni Servillo spielt im Film Silvio Berlusconi.
Focus Acquires sicherte sich die Vertriebsrechte für Italien. Im März 2018 wurde ein erster Trailer zum Film veröffentlicht. Am 24. April 2018 kam der Film in die italienischen und am 15. November 2018 in die deutschen Kinos. Im September 2018 erfolgte eine Vorstellung beim Toronto International Film Festival, ebenso auf der Filmkunstmesse Leipzig, Anfang Oktober 2018 beim Filmfest Hamburg und im weiteren Verlauf des Oktobers beim Film Festival Cologne. Im Oktober und November 2018 erfolgten Vorstellungen beim Tokyo International Film Festival in der Sektion World Focus.

## Rezeption

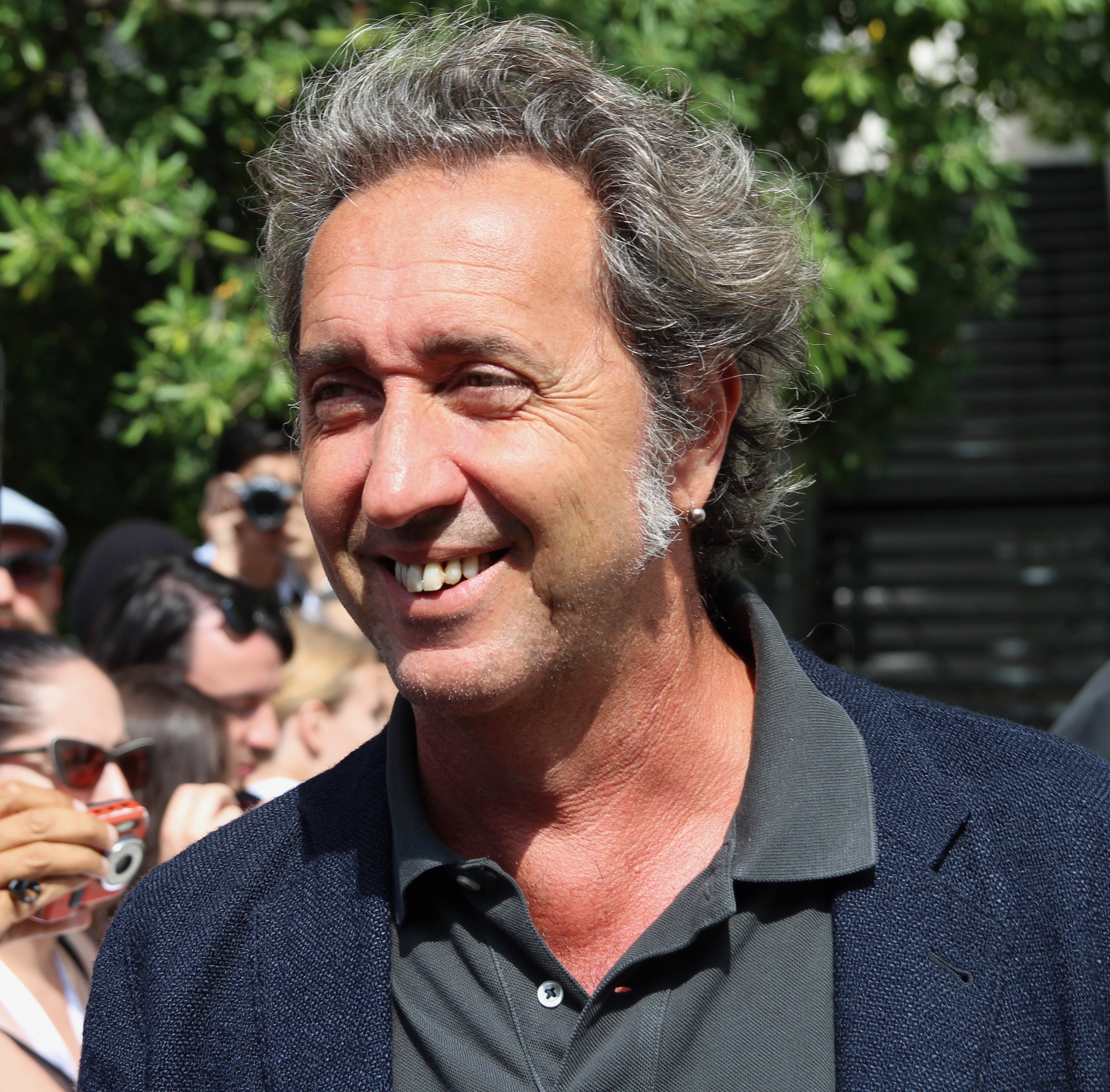
Regisseur Paolo Sorrentino

Dirk Schümer von Welt Online meint, Paolo Sorrentino habe kein politisch engagiertes Kino gemacht, sondern wolle viel mehr Geschichte schreiben, und Italiens Zeithistorie sei nun mal engstens verwoben mit den Geschäften, Träumen, Prozessen, Sexfantasien des agilen Bau- und Medienunternehmers Silvio Berlusconi, und kein anderes Land hätte eine solche Story zu bieten. Sorrentino sei der erste Filmemacher, der das immense optische Potenzial dieses Lebens zwischen Macht und Sex, Politik und Geschäft begriffen habe und ausschöpfe, so Schümer weiter. Lars-Olav Beier kritisiert in Der Spiegel „Statt sich in die Tiefe zu wagen, geht der Film in die Breite und hinterlässt ein Gefühl der Leere.[…]. Sorrentino ist der Dekadenz, die er in seinen Filmen immer wieder zeigt, diesmal selbst ein Stück weit zum Opfer gefallen.“.
Tim Lindemann von epd Film bemerkt als die größten Fehler des Films: „Handlungsstränge laufen ins Leere, Charaktere verschwinden plötzlich.“ Zudem vermögen auch die reißerischen Drogen- und Partyszenen nicht über die belanglosen Dialoge hinwegzutäuschen, so Lindemann, und so bleibe völlig unklar, was Loro eigentlich sein möchte, Anklage, Parodie oder distanzierte Betrachtung. Nur eine Szene, in der Berlusconi die Opfer des Erdbebens von L’Aquila besucht, schaffe es, die von dieser polarisierenden Persönlichkeit ausgehende Faszination einzufangen.
Vom Sindacato Nazionale Giornalisti Cinematografici Italiani wurde der Film im Juni 2018 in fünf Kategorien des Nastro d’Argento ausgezeichnet, unter anderem Paolo Sorrentino und Umberto Contarello für das beste Drehbuch
und Luca Bigazzi für die beste Kamera und in drei weiteren Kategorien nominiert.